# Álvarez, Argentina
Álvarez är en ort i Argentina.   Den ligger i provinsen Santa Fe, i den centrala delen av landet, 280 kilometer nordväst om huvudstaden Buenos Aires. Álvarez ligger 56 meter över havet och antalet invånare är 5 515.
Terrängen runt Álvarez är platt. Närmaste större samhälle är Gobernador Gálvez, 18,8 kilometer nordost om Álvarez.